# Tyler Cheese
Tyler Cheese (Albany, 13 novembre 1996) è un cestista statunitense, professionista in Europa.